# Richard Skonietzki
Richard Skonietzki (* 13. August 1853 in Danzig; † 1931) war ein deutscher Reichsgerichtsrat.

## Leben
Er studierte in Heidelberg, Leipzig und Königsberg. 1875 wurde er auf den preußischen Landesherrn vereidigt. 1880 ernannte man ihn zum Amtsrichter. 1888 kam er als Hilfsarbeiter in das Justizministerium. 1889 wurde er zum Landrichter, 1891 zum Landgerichtsrat befördert. 1893 folgte die Beförderung zum Oberlandesgerichtsrat in Königsberg. 1894 wurde er Vortragender Rat im Justizministerium. Am Neujahrstag 1899 kam er an das Reichsgericht. Er war im V. Zivilsenat und im I. Strafsenat des Reichsgerichts tätig. Am 1. Oktober 1918 trat er in den Ruhestand.

## Werke
- Zivilprozessordnung und Gerichtsverfassungsgesetz für das Deutsche Reich nebst den Einführungsgesetzen und den Preussischen Ausführungsgesetzen, Band I, II, Berlin 1911–1916.
- „Die sicherstellende Hypothek in ihrem Verhältniß zu den übrigen sicherstellenden Rechtsverhältnissen und zur selbständigen Hypothek“, Beiträge zur Erläuterung des deutschen Rechts, Jahrgang 27 = 3. Folge Jahrgang 7 (1883), S. 412.
- „Die Umbildung des handelsrechtlichen Indossaments zu einer allgemeinen Vollzugsform für die Uebertragung verbriefter Forderungsrechte“, Beiträge zur Erläuterung des deutschen Rechts, Jahrgang 29 = 3. Folge Jahrgang 9 (1885), S. 53.
- „Bemerkungen zu dem Aufsatze Nr. 26 (Die irrthümliche Bezeichnung einer Entscheidung)“, Beiträge zur Erläuterung des deutschen Rechts, Jahrgang 45 = 6. Folge Jahrgang 5 (1901), S. 591.
- „Die Überlastung des Reichsgerichts und die Abhilfevorschläge“, Juristische Wochenschrift 1910, S. 21 ff.